# Petite Italie
Petite Italie è un quartiere di Montréal attorno al quale si sono insediate nel corso degli anni le famiglie degli immigrati italiani, che rappresenta uno dei principali centri della comunità italo-canadese della città.

## Storia
L'arrivo dei primi immigrati italiani nel Québec risale al XVII secolo; si trattava per la maggior parte di piemontesi arruolati nel Reggimento Carignan-Salières che, dopo essere stati inviati nella cosiddetta Nuova Francia in aiuto dei coloni in difficoltà con le popolazioni native, scelsero di fermarsi nelle terre attorno al fiume San Lorenzo e mettere su famiglia. Successivamente arrivarono commercianti e artigiani e, nel XIX secolo, molti italiani provenienti da tutte le regioni d'Italia vennero a trovare lavoro come minatori o boscaioli, o come operai nella rete ferroviaria allora in costruzione. 
Nel XX secolo, la comunità italiana crebbe e si sviluppò soprattutto nella zona che è stata poi denominata Petite Italie, al centro della quale gli stessi immigrati costruirono la Chiesa della Madonna della Difesa. La più grande ondata di immigrazione, costituita in larga parte da ricongiungimenti familiari, arrivò dopo la seconda guerra mondiale, tra il 1946 e il 1960. Grazie ad accordi governativi fra i due paesi, vi furono più di 100 mila nuovi arrivi.
Negli ultimi decenni del secolo, con l'arrivo di nuove ondate migratorie (soprattutto da Haiti e dal Sud America) il quartiere perse la propria identità e molti locali commerciali si svuotarono anche a causa dell'aumento dei canoni di locazione ma, a partire dal 1997, le amministrazioni comunali cominciarono a farsi carico di un programma di risanamento, pedonalizzazione e rivitalizzazione tuttora in corso.
Nel 2001 gli italo-canadesi a Montréal costituivano il 7,6 % dei 234460 abitanti.

## Topografia
Il quartiere, attraversato dall'asse di Boulevard Saint-Laurent, tra le vie Saint-Zotique e Rue Jean-Talon, attualmente concentra una forte presenza di attività commerciali gestite da italiani, soprattutto negozi, caffè e ristoranti. Importante edificio del quartiere è la Chiesa della Madonna della Difesa, costruita dagli immigrati italiani provenienti dalla provincia di Campobasso per commemorare l'apparizione della Vergine Maria della Difesa a Casacalenda, in Molise, e famosa per un affresco raffigurante Papa Pio XI e Benito Mussolini. L'affresco fu dipinto nel 1929 per celebrare gli accordi tra Stato italiano e Chiesa passati alla storia come Patti Lateranensi. 
Di fronte alla chiesa si trova il parco, al quale è stato dato il nome di Parc Dante (in inglese Dante Park), che fu inaugurato nel 1963 per celebrare il cinquantesimo anniversario della fondazione della parrocchia della Madonna della Difesa. I campi di bocce al suo interno costituiscono un punto di aggregazione degli Italo-canadesi. Il parco ospita un busto di Dante Alighieri, commissionato in occasione del 600º anniversario della morte del poeta e realizzato dallo scultore italiano Carlo Balboni. Originariamente collocato nel Parc La Fontaine, il bronzo fu spostato nella nuova sede nel 1964.